# 南昌八一体育场
南昌八一体育场是一座位于中国江西省南昌市的体育场。这座体育场能举办田径、足球赛事，并可容纳2.6万名观众。它曾是南昌衡源足球俱乐部（今上海申鑫足球俱乐部的前身）在2004年至2011年之间的主场。